# A' Katīgoria 1969-1970
La A' Katīgoria 1969-1970 (in greco Πρωτάθλημα Α' Κατηγορίας) è stata la 31ª edizione della massima serie del campionato cipriota di calcio; la vittoria finale andò all'EPA Larnaca che conquistò il suo terzo titolo.

## Stagione

### Novità
Rispetto alla stagione precedente mancarono l'Olympiakos Nicosia, promosso in Alpha Ethniki 1969-1970, e l'Evagoras Paphou, retrocesso; furono sostituiti dall'EN Paralimni, vincitore della B' Katīgoria 1968-1969 e dall'AEL Limassol, retrocesso dall'Alpha Ethniki 1968-1969; pertanto il numero di squadre rimase fermo a dodici.

### Formula
Il torneo fu disputato da dodici squadre che si incontrarono in gare di andata e ritorno per un totale di ventidue turni per squadra; furono assegnati tre punti in caso di vittoria, due in caso di pareggio e uno in caso di sconfitta. L'ultima classificata veniva retrocessa in B' Katīgoria 1970-1971; in caso di arrivo in parità prevaleva il quoziente reti. Come nella precedente stagione la prima classificata otteneva la promozione nel massimo campionato di calcio greco.

## Squadre partecipanti
| Club                | Città     | Stadio                    | Stagione precedente                 |
| ------------------- | --------- | ------------------------- | ----------------------------------- |
| AEL Limassol        | Limassol  | Stadio GSO                | 18º in A' Alpha Ethniki, retrocesso |
| Alkī Larnaca        | Larnaca   | Vecchio Stadio GSZ        | 11º in A' Katīgoria                 |
| Anorthōsis          | Famagosta | Stadio GSE                | 7º in A' Katīgoria                  |
| APOEL               | Nicosia   | Vecchio Stadio GSP        | 8º in A' Katīgoria                  |
| Apollōn Limassol    | Limassol  | Stadio GSO                | 5º in A' Katīgoria                  |
| Arīs Limassol       | Limassol  | Stadio GSO                | 10º in A' Katīgoria                 |
| ASIL Lysī           | Lysi      | Stadio Grigoris Afxentiou | 6º in A' Katīgoria                  |
| EN Paralimni        | Paralimni | Stadio Tasos Markou       | 1º in B' Katīgoria, promosso        |
| EPA Larnaca         | Larnaca   | Vecchio Stadio GSZ        | 4º in A' Katīgoria                  |
| Nea Salamis         | Famagosta | Stadio GSE                | 9º in A' Katīgoria                  |
| Omonia              | Nicosia   | Vecchio Stadio GSP        | 2º in A' Katīgoria                  |
| Pezoporikos Larnaca | Larnaca   | Vecchio Stadio GSZ        | 3º in A' Katīgoria                  |

## Classifica finale
|  | Pos. | Squadra             | Pt | G  | V  | N | P  | GF | GS | DR  |
|  | ---- | ------------------- | -- | -- | -- | - | -- | -- | -- | --- |
|  | 1.   | EPA Larnaca         | 53 | 22 | 12 | 7 | 3  | 46 | 18 | +28 |
|  | 2.   | Pezoporikos Larnaca | 53 | 22 | 13 | 5 | 4  | 28 | 12 | +16 |
|  | 3.   | Omonia              | 53 | 22 | 12 | 7 | 3  | 31 | 16 | +15 |
|  | 4.   | APOEL               | 45 | 22 | 9  | 5 | 8  | 35 | 32 | +3  |
|  | 5.   | Anorthōsis          | 44 | 22 | 8  | 7 | 7  | 27 | 25 | +2  |
|  | 6.   | Nea Salamis         | 43 | 22 | 6  | 9 | 7  | 26 | 24 | +2  |
|  | 7.   | AEL Limassol        | 41 | 22 | 5  | 9 | 8  | 24 | 25 | -1  |
|  | 8.   | Apollōn Limassol    | 41 | 22 | 6  | 8 | 8  | 23 | 25 | -2  |
|  | 9.   | ASIL Lysī           | 41 | 22 | 5  | 9 | 8  | 14 | 24 | -10 |
|  | 10.  | EN Paralimni        | 40 | 22 | 7  | 4 | 11 | 20 | 32 | -12 |
|  | 11.  | Alkī Larnaca        | 39 | 22 | 7  | 3 | 12 | 25 | 36 | -11 |
|  | 12.  | Arīs Limassol       | 33 | 22 | 1  | 9 | 12 | 10 | 40 | -30 |

### Verdetti
- EPA Larnaca Campione di Cipro 1969-70, promosso in Alpha Ethniki 1970-1971 e ammesso alla Coppa dei Campioni 1970-1971.
- Arīs Limassol retrocesso in B' Katīgoria 1971-1972.
- Pezoporikos Larnaca qualificato alla Coppa delle Coppe 1970-1971 per la vittoria della Coppa di Cipro.

## Classifica marcatori
| Gol |  |  | Giocatore          | Squadra     |
| --- |  |  | ------------------ | ----------- |
| 15  |  |  | Tassos Kostantinou | EPA Larnaca |

note: